# Romont (Friburgo)
Romont (antiguamente en alemán Remund) es una ciudad histórica y comuna suiza del cantón de Friburgo, situada en el distrito de Glâne. Limita al noreste con La Folliaz y Villaz-Saint-Pierre, al este y al sureste con Mézières, al suroeste con Siviriez y Billens-Hennens, y al noroeste con Prévonloup (VD), Dompierre (VD), Valbroye (VD) y Villarzel (VD).

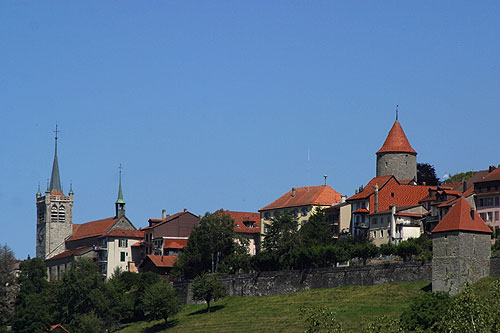
Fortificaciones medievales de Romont.